# النار والاختيار
النار والاختيار هي رواية للكاتبة المغربية خناتة بنونة، نُشرت سنة 1971، وتُعد من أبرز أعمالها الأدبية. تعتبر هذه الرواية من أوائل النصوص الروائية المغربية التي عبّرت بوضوح عن الانشغال بالقضية الفلسطينية، إذ تبنت الكاتبة هذه القضية باعتبارها قضية مركزية، وجعلت منها محورًا لرؤيتها الأدبية والسياسية.

## نبذة عن الرواية
تدور أحداث الرواية حول شخصية "ليلى"، وهي فتاة مثقفة تعيش حالة من القلق والتمزق بعد نكسة يونيو 1967، التي اعتُبرت واحدة من أكثر الهزائم تأثيرًا في التاريخ العربي المعاصر. تتناول الرواية تداعيات هذه الحرب التي أدت إلى احتلال إسرائيل لسيناء وقطاع غزة والضفة الغربية والجولان، وتهجير آلاف الفلسطينيين، مع ما رافق ذلك من إحساس جماعي بالهزيمة والخذلان.
ترفض ليلى الاستسلام للهزيمة أو تقبل الصمت الذي طبع موقف بعض النخب والمثقفين العرب، وتُحمل المسؤولية لما تسميه بـ"السياسات الصماء" وللمسؤولين والمثقفين المتقاعسين. في ظل هذا السياق، تنشأ لدى البطلة صراعات شخصية تتجلى في رفضها للزواج التقليدي الذي ترغب فيه أسرتها، مقابل تمسكها بمسار النضال والانخراط في القضايا القومية، معتبرة أن العمل الفردي وإن بدا محدودًا يمكن أن يكون شرارة لفعل جماعي في المستقبل.

## الأسلوب واللغة
تميّزت الرواية بأسلوب لغوي شاعري يُقارب أحيانًا قصيدة النثر، وهو ما لاحظه عدد من النقاد، من بينهم أحمد اليبوري الذي أشار إلى أن خناثة بنونة اختارت في كتاباتها الأولى، ومن بينها النار والاختيار، لغة موغلة في التعبير الاستعاري، تتجاوز المتداول، ما يجعل بعض الفقرات تقف عند التخوم بين الحكي والشعر.

## الأبعاد الموضوعاتية
بالإضافة إلى انشغالها بالقضية الفلسطينية، تعكس الرواية رؤية خناثة بنونة للمرأة المثقفة ودورها في مواجهة القضايا الكبرى، كما تجسّد انخراط الكاتبة في هموم الكادحين والمهمشين، وتصور رفضها للتواطؤ مع الصمت أو الهزيمة.

## مكانتها النقدية
قدم الرواية الزعيم الوطني المغربي علال الفاسي، الذي اعتبرها "القصة التي أفرغت فيها الأستاذة خناثة بنونة روحها وآمالها"، واصفًا إياها بأنها تمثل لونًا من أدب المقاومة فريدًا من نوعه في الأدب العربي. كما قال عنها :"لقد استطاعت خناثة أن تسجل كل ما يشعر به المغربي من تضامن مع أخيه العربي، وذلك ما يبين أن مأساة العرب في فلسطين مأساة كل إنسان في الشرق أو الغرب ومسؤولية الإنقاذ على الجميع وتجدر الإشارة إلى أن هذه الرواية أظهرت وبالملموس دور المرأة المغربية وانشغالاتها وهمومها بالقضية العربية عامة وبالقضية الفلسطينية خاصة ..."
تمثل رواية النار والاختيار واحدة من أهم الأعمال التي أرخت لبروز الكتابة النسائية في المغرب، من منظور قومي وإنساني. وقد تناولها عدد من النقاد بالدراسة والتحليل.
وقد حصلت الرواية على جائزة المغرب للكتاب سنة 1971، لتتبرع الكاتبة بقيمتها وكذا بمداخيل مبيعات الرواية لصالح منظمة التحرير الفلسطينية، تعبيرًا عن التزامها السياسي والإنساني.

## اقتباسات
إنه مجهود فردي ،قد لا يحقق الغاية الكلية.لكن ما العمل! إن هذا حتمي وإلا فسنظل ندفن نقطة البدء إلى الأبد. حينما نيأس من الطفرة الجماعية ،و ذلك لأنني أومن بأن الشرارات حينما تتجمع تصبح لهيبا . وقبل التحطيم لا بد من الزعزعة ، وهاته الحركة أظنها هي. و الفعل حينما نبدأه لابد أن نحققه. و كل اكتمال بالبداية يكون، و أن كل عمل يؤدّى اليوم سيثمر مفعوله غدا.
النار في الأعماق ومع ذلك يجب أن نختار.